# Bockara
Bockara is een plaats in de gemeente Oskarshamn in het landschap Småland en de provincie Kalmar län in Zweden. De plaats heeft 351 inwoners (2005) en een oppervlakte van 80 hectare.

## Verkeer en vervoer
Bij de plaats lopen de Riksväg 34, Riksväg 37 en Riksväg 47.